# Tina Fey
Elizabeth Stamatina "Tina" Fey (Upper Darby, 18 de maio de 1970), é uma comediante, atriz e argumentista norte-americana, mais conhecida por seu trabalho no programa de televisão humorístico Saturday Night Live (SNL), pelo trabalho na série de comédia da National Broadcasting Company (NBC), 30 Rock, e por filmes como Mean Girls (2004) e Baby Mama (2008).
Fey começou a trabalhar com humor como uma artista convidada no The Second City, um grupo de comédia de improvisação baseado em Chicago. Ela, então, juntou-se ao SNL como argumentista, tornando-se mais tarde na argumentista-chefe e numa artista conhecida por sua posição como coapresentadora do segmento Weekend Update. Em 2004, ela adaptou o argumento de Mean Girls, ao qual também coestrelou. Depois de deixar o SNL em 2006, desenvolveu a série de televisão, 30 Rock, uma comédia de situação vagamente baseada em suas experiências enquanto roteirista-chefe do SNL. Na série, Fey interpreta a roteirista principal de uma série fictícia de comédia, intitulada TGS with Tracy Jordan (TGS). Em 2008, a atriz estrelou a comédia Baby Mama ao lado da sua amiga e ex-co-estrela do SNL, Amy Poehler. Logo em seguida, apareceu nos filmes de comédia de 2010, Date Night e Megamind.
Durante a sua carreira, Fey recebeu nove prêmios Emmy, três Globos de Ouro, cinco prêmios Screen Actors Guild e quatro prêmios Writers Guild of America. Além disso, foi nomeada para um prêmio Grammy em 2012, com o livro Bossypants. Ela foi apontada como a artista com maior impacto na cultura e no entretenimento em 2008 pela Associated Press, que atribuiu o prêmio "Animadora do Ano" por seu retrato satírico da candidata à vice-presidente republicana, Sarah Palin, em várias aparições no SNL. Em 2010, Fey foi a vencedora do Prêmio Mark Twain de Humor Americano, sendo a mais jovem vencedora do prêmio até então. Em janeiro de 2013, juntamente com Poehler, Fey apresentou a cerimônia dos Globos de Ouro, marcando assim, a primeira vez que a entrega dos prêmios foi apresentada por pessoas do sexo feminino. O desempenho da dupla foi bastante aclamado pela crítica, a ponto de terem sido convidadas a apresentar novamente a cerimônia nos dois anos seguintes.

## Primeiros anos

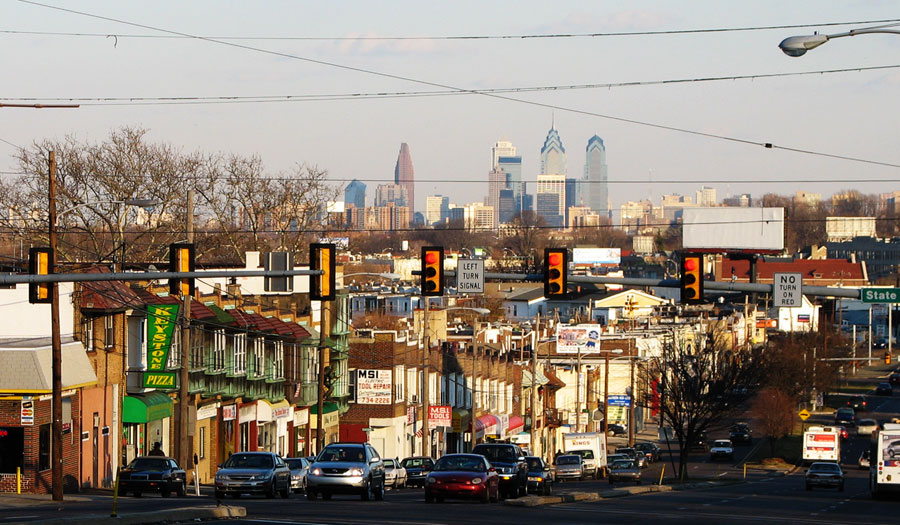
Fey nasceu e cresceu no município de Upper Darby, Pensilvânia.

Elizabeth Stamantina Fey nasceu em Upper Darby, Pensilvânia — município a oeste do estado norte-americano de Filadélfia. É filha de Zenobia "Jeanne" (nascida Xenakes), uma corretora grega, e de Donald Henry Fey — falecido em 2015 — um escritor que concluiu o ensino superior com o apoio de uma bolsa de estudos. Ela tem um irmão chamado Peter, que é oito anos mais velho. A mãe de Fey nasceu em Pireu, filha de imigrantes gregos. Vasiliki Kourelakou, a avó materna de Fey, saiu de Petrina, Lacônia, sozinha, tendo finalmente chegado aos Estados Unidos em fevereiro de 1921. Por outro lado, o pai da atriz tinha ascendência inglesa, alemã, norte-irlandesa e escocesa. Um dos seus antepassados paternos é John Hewson (1744–1821), um fabricante de têxteis que imigrou para os EUA com ajuda de Benjamin Franklin, o que lhe permitiu abrir uma fábrica de colchas no bairro de Kensington, na Pensilvânia. Segundo um exame de DNA genealógico realizado através do programa de televisão Finding Your Roots, Fey tem ascendência 94 por cento europeia, três por cento do Oriente Médio e outros três por cento do Cáucaso.
"Lembro dos meus pais se esgueirando para assistirmosYoung Frankenstein. Nós também assistíamos o Saturday Night Live, ou Monty Python, ou filmes antigos da Irmãos Marx. Meu pai deixava nós ficarmos acordados até tarde para assistirmos The Honeymooners. Nós não fomos autorizados a assistir Os Flintstones: o meu pai odiava porque o programa era um "plágio" de The Honeymooners. Na verdade, tenho um nível muito baixo de conhecimento dos Flintstones para alguém da minha idade."

— Fey ao recordar os seus primeiros anos e o gosto pela comédia.
Aos onze anos de idade, Fey leu o livro Seventy Years of Great Film Comedians, de autoria de Joe Franklin, para um projecto escolar relacionado com comédia. Além disso, cresceu assistindo o Second City Television (SCTV) e cita Catherine O'Hara como inspiração.
Fey estudou na Cardington Middle School e mais tarde na Beverly Hills High School em Upper Darby. Enquanto estava no ensino médio, ela já sabia que estava interessada em comédia, chegando a fazer um projeto de estudo independente sobre o assunto no oitavo ano. Foi uma aluna exemplar, membro do coro musical, do grupo de teatro, da equipa de ténis e coeditora do jornal da escola. Ela também anonimamente escreveu uma coluna satírica no jornal da escola: The Acorn. Após a sua graduação em 1988, Fey se matriculou na Universidade da Virgínia, onde estudou dramaturgia e interpretação de papéis, concluindo o curso em 1992 com um diploma de Bachelor of Arts em drama. Após terminar o ensino superior, ela trabalhou como recepcionista durante o dia no YMCA da cidade de Evanston, Illinois, e assistia aulas no Second City de noite.

## Carreira

### 1997 — 2006:Saturday Night Live
Enquanto fazia apresentações em concertos com o The Second City em 1997, Fey apresentou vários enredos ao programa de televisão humorístico da National Broadcasting Company (NBC), Saturday Night Live (SNL), a pedido do argumentista-chefe do mesmo, Adam McKay, um ex-artista do The Second City. Após uma reunião com o criador e produtor executivo do programa, Lorne Michaels, ela foi contratada como guionista do mesmo, o que fez com que se mudasse para a cidade de Nova Iorque, o local onde ocorriam as filmagens do programa. Fey disse ao jornal The New Yorker: "Eu tinha os meus olhos no programa desde sempre, da mesma forma que outras crianças têm os seus olhos em Derek Jeter." Originalmente, Fey "batalhou" no SNL. A sua primeira esquete a ser transmitida estrelou Chris Farley numa sátira de Sally Jessy Raphael. A actriz passou a escrever uma série de paródias, incluindo uma do The View, um programa diurno transmitido pela American Broadcasting Company (ABC). Fey coescreveu a esquete Sully e Denise com a actriz Rachel Dratch, que interpreta uma dos adolescentes.
"Ele [Lorne Michaels] me colocou na televisão, e ninguém teria feito isso. Lorne criou um programa que impactou a cultura durante 35 anos. Ninguém realmente conseguiu sucessivamente fazer uma réplica disso."

— Fey ao falar sobre como Lorne Michaels a influenciou na comédia.
Fey interpretou um extra em um dos episódios do SNL em 1998, e depois de assistir a si mesma, resolveu fazer uma dieta e perdeu 30 quilos. "Eu tinha um peso completamente normal. Mas eu estava aqui na Cidade de Nova Iorque, eu tinha dinheiro e eu não poderia comprar qualquer roupa. Depois que eu perdi peso, houve interesse em me colocar na frente das câmaras.", disse ela ao The New York Times. Em 1999, McKay deixou o cargo de argumentista-chefe, o que levou Michaels a abordar Fey para a posição. Ela tornou-se a primeira mulher a assumir o título de guionista-principal do SNL, um marco que é venerado por si.
Em 2000, Fey começou a se apresentar em esquetes e, juntamente com o comediante Jimmy Fallon, tornou-se na coapresentadora do segmento Weekend Update. A artista disse que não pediu para fazer audições, mas que Michaels a aproximou do cargo. Este explicou que houve "química" entre Fey e Fallon. Lorne, no entanto, revelou que a escolha de Tina foi "arriscada" na época. Seu papel no Weekend Update foi bem recebido pela crítica especialista. Ken Tucker, da revista electrónica Entertainment Weekly, escreveu: "... Fey oferece tais dardos — piadas cheias de veneno escritas em longas e precisas frases analisadas sem precedentes na história do Update — com uma fisionomia tão brilhante e ensolarada que faz dela ainda mais diabolicamente encantadora". Dennis Miller, um ex-membro do elenco do SNL e apresentador do Weekend Update, ficou satisfeito com Fey como uma dos apresentadores para o segmento: "... Fey pode ser a melhor apresentadora do Weekend Update que já o fez. Ela escreve as mais engraçadas piadas". No entanto, Robert Bianco, do USA Today, comentou que "não estava enamorado" com o emparelhamento.
Em 2001, a actriz e a equipa de argumentistas venceram um Writers Guild of America Award pelo episódio especial aquando do 25º aniversário do SNL. No ano seguinte, na cerimónia dos Emmy Awards, Fey, juntamente com a equipa de guionistas, venceu na categoria "Melhor Argumento para um Programa de Variedade, Música ou Comédia".
A parceria de Fey e Fallon terminou em maio de 2004, quando este apareceu pela última vez como um membro do elenco. Ele foi substituído pela novata Amy Poehler, marcando assim a primeira vez que duas mulheres coapresentavam o Weekend Update. Fey revelou ter "contratado" Poehler como sua coapresentadora para o segmento. A recepção ao emparelhamento de Tina e Poehler foi positiva; Rachel Sklar, do Chicago Tribune, observou que "o emparelhamento tem sido um hilariante, e bem sucedido passo-perfeito, uma vez que elas alternam entre si com rápidas linhas-únicas e apresentações sem expressão".
Em setembro de 2005, a actriz ganhou licença de maternidade após o nascimento da sua primeira filha. Durante este tempo, seu papel no Weekend Update foi substituído por Horatio Sanz durante diversas semanas antes do seu retorno em 22 de outubro de 2005. Fey abandonou o seu trabalho no SNL na temporada televisiva de 2005-2006, deixando Poehler como apresentadora do Weekend Update. No momento da sua saída, os 117 episódios que ela havia co-apresentado o segmento Weekend Update fizeram dela a pessoa com o maior número de episódios a apresentar tal segmento, um recorde que viria a ser ultrapassado pelo seu sucessor Seth Meyers. Em fevereiro de 2015, num artigo publicado pela revista Rolling Stone no qual mostravam o seu apreço pelos 141 membros do elenco do SNL até então, Fey foi posicionada no terceiro lugar de acordo com importância, perdendo apenas para John Belushi e Eddie Murphy.

### 2006 — 2013:30 Rock

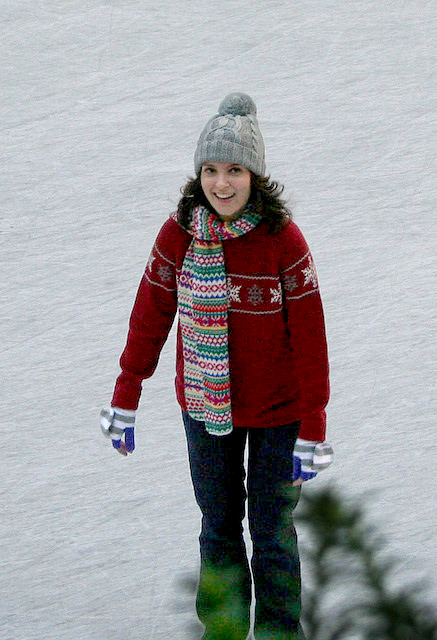
Fey durante as filmagens do episódio "Ludachristmas" no Rockefeller Center em Outubro de 2007.

Em 2002, Fey sugeriu um episódio piloto para uma comédia de situação sobre notícias de televisão a cabo à rede de televisão National Broadcasting Company (NBC), que rejeitou a proposta. O piloto foi reformulado para girar em torno de uma série do estilo do SNL, e foi então aceite pela rede. Ela assinou um contrato com a NBC em maio de 2003, que lhe permitiu permanecer em sua posição de argumentista-principal do SNL durante a temporada televisiva de 2004-05. Como parte do contrato, Fey desenvolveu um projecto do horário nobre a ser produzido pela Broadway Video em associação com a NBC Universal. Fey começou a desenvolver o projecto do piloto sob o título "Untitled Tina Fey Project". O episódio piloto, dirigido por Adam Bernstein, é centrado na argumentista-principal de um programa de variedades e como ela construiu o seu relacionamento com a estrela volátel do programa e com seu produtor executivo. Em outubro de 2006, o piloto foi transmitido na NBC sob o nome 30 Rock. O nome do seriado é uma referência ao 30 Rockefeller Plaza, onde o SNL é produzido. Embora o episódio tenha recebido críticas geralmente favoráveis, terminou em terceiro lugar no seu horário de exibição.

"Há um grande punhado de personagens aqui, todos com um vasto potencial cómico. Obviamente, a melhor personagem da série é a de Alec Baldwin. Ele é tão sem noção e mesmo assim confiante. O homem realmente entende de comédia e tem uma química fantástica com Fey. Mesmo os guionistas e o estagiário da NBC tiveram alguns grandes momentos no seriado. Além disso, as coisas loucas que saem da boca de Tracy Morgan são engraçadas de forma confundível. (ou seja, 'Eu sou do governo e estou aqui para inspecionar os nuggets de frango.') Morgan vai ter algumas grandes frases, mas elas vão ser das do tipo que têm de ser aprofundadas por um segundo antes de você ter de pausar o seu TiVo e partir o coco a rir."

— A colunista Anna Johns na sua análise do episódio piloto de 30 Rock.
A NBC renovou 30 Rock para uma segunda temporada, com a previsão de que fossem filmados vinte e dois episódios. Esta teve início em outubro de 2007 com o episódio "SeinfeldVision"; no entanto, apenas quinze episódios foram produzidos, devido à greve dos argumentistas do Writers Guild of America (2007-08). A terceira temporada da série estreou em 30 de outubro de 2008, após outra renovação contratual. "Do-Over", o episódio de estreia da temporada, registou a maior audiência do seriado desde o episódio piloto. Em janeiro de 2009, a emissora renovou 30 Rock para uma quarta temporada, que foi emitida na temporada televisiva de 2009-10.
Em 2007, Fey recebeu uma nomeação ao prémio Emmy na categoria "Melhor Actriz em Série de Comédia". O seriado em si venceu o Emmy no mesmo ano para "Melhor Série de Comédia". Em 2008, a actriz venceu a categoria "Melhor Actriz em Série de Comédia" nos Globos de Ouro, prémios Screen Actors Guild (SAG) e prémios Emmy. No ano seguinte, Fey voltou a vencer o Globo de Ouro e o prémio SAG na mesma categoria, e foi nomeada para um Emmy. Ainda em 2008, ela ganhou destaque no SNL fazendo imitações de Sarah Palin, ex-candidata à vice-presidência dos Estados Unidos. A semelhança física entre as duas tornou as imitações ainda mais interessantes, e segundo a edição de dezembro de 2008 da revista Vanity Fair (com a comediante na capa), a actriz havia se tornado na mais nova "queridinha da América".
No início de 2010, Fey recebeu uma nomeação ao Globo de Ouro na categoria "Melhor Actriz em Série de Comédia ou Musical", e venceu o prémio SAG para "Melhor Performance de uma Actriz numa Série de Comédia". 30 Rock foi renovada para a temporada de 2010-11 em março de 2010. Fey sempre disse que a sua inspiração no seriado era a actriz Julia Louis-Dreyfus, tendo sido esta última usada para personalizar a sua personagem em sequências de cutaway no primeiro episódio de 30 Rock emitido ao vivo. A série iria retornar para uma sexta temporada na temporada televisiva de 2011-12, mas devido à segunda gravidez de Fey, a estreia foi adiada para janeiro de 2012 em um novo horário. Dezassete dias antes da conclusão da sexta temporada em 27 de maio do mesmo ano, a NBC havia renovado a série para uma sétima e última temporada de treze episódios, sendo que o episódio final teria uma hora de duração.
"Nós achamos que o mundo de Tina Fey e achamos que ela é um génio da comédia. Nós esperámos que ela tenha um lar na NBC nos anos futuros."

— Robert Greenblat, o Presidente da NBC, a confirmar o cancelamento de 30 Rock.
Em 25 de setembro de 2012, Fey assinou um contrato de quatro anos com a Universal Television. "Ela tem sido a pedra angular da emissora pelos últimos dez anos e não havia maneira de nós a deixarmos escapar. É uma medição da nossa estima por ela como uma argumentista, atriz e produtora", disse Robert Greenblatt, Presidente da divisão de Entretenimento da NBC.

### 2013 — presente:Unbreakable Kimmy Schmidte novos projectos
Em 13 de agosto de 2013, foi reportado que a argumentista Colleen McGuinness, com quem Fey já trabalhou em 30 Rock, estava a produzir uma comédia a ser transmitida pela NBC. Três dias depois, foi noticiado que Matt Hubbard, que também trabalhou em 30 Rock, havia vendido uma série para a emissora. Fey e Robert Carlock foram seleccionados pela rede para serem os produtores executivos de ambos seriados. O projecto de Hubbard recebeu luz verde pela NBC nos fins de Dezembro do mesmo ano, sendo confirmada a direcção e produção executiva de Pamela Fryman. O enredo centra-se numa universidade para mulheres que começa a aceitar homens pela primeira vez na história. Contudo, tal série jamais viu a luz do dia. Não obstante, em 31 de outubro, a NBC encomendou 13 episódios de uma série de televisão que tinha sido desenvolvida e apresentada por Fey e Carlock: Unbreakable Kimmy Schmidt. Estrelada por Ellie Kemper, o seu enredo centra-se numa mulher que foge de um culto do dia do juízo final e recomeça a sua vida na Cidade de Nova Iorque. "Tina e Robert, que cimentaram a sua parceria em 30 Rock, criaram uma nova comédia para nós que é audaciosa, emocional e inteligente", disse Robert Greenblat. Foi anunciado que a dupla iria escrever os argumentos dos episódios e produzir executivamente juntamente com David Miner.
"Vozes originais como Tina e Robert não surgem com tanta frequência e nós queríamo-los no ar o mais rápido possível. E tê-los a trabalhar com Ellie Kemper — quem vimos crescer em The Office desde actriz convidada até actriz principal — põe todo o pacote bem misturado. Nós sentimo-nos abençoados por estar em trabalho com esta equipa criativa em algo tão engraçado, único e recebedor-de-atenção"

— Jennifer Salke, presidente da NBC Entertainment, a expressar a sua gratidão por trabalhar novamente com Fey e Carlock.
Embora tivesse sido originalmente produzida para ser transmitida pela NBC, Unbreakable Kimmy Schmidt foi eventualmente vendida para o serviço Netflix e imediatamente renovada para uma segunda temporada, após ter revelado ser um sucesso por entre os críticos especialistas em televisão de horário nobre, embora tenha sido criticada em sua primeira temporada devido ao seu retrato do povo indígena americano e asiático-americano. Na 67ª cerimónia dos prémios Emmy, a série foi nomeada em sete categorias, inclusive "Melhor Série de Comédia". Por seu trabalho individual no seriado, Fey recebeu nomeações para "Melhor Actriz Convidada em Série de Comédia" por ter feito uma participação como a personagem Marcia. Na segunda temporada do seriado, a actriz se juntou ao elenco interpretando a psiquiatra Andrea Boyden. Esta temporada foi também nomeada para "Melhor Série de Comédia" nos prémios Emmy. Em 17 de janeiro de 2016, o seriado foi renovado para uma terceira temporada. O seriado tem sido um sucesso de crítica, com a maior parte dos elogios sendo direccionados ao guião e ao desempenho do elenco, tendo sido inclusive nomeada "a primeira sitcom maravilhosa da era de streaming" pelo periódico britânico-americano The Week. Tal sucesso garantiu a sua renovação para a sua quarta temporada, segundo o anunciado pela NBC através de uma conferência de imprensa em 13 de junho de 2017. Dividida em duas partes, será a temporada final da série.

### Aparições no cinema

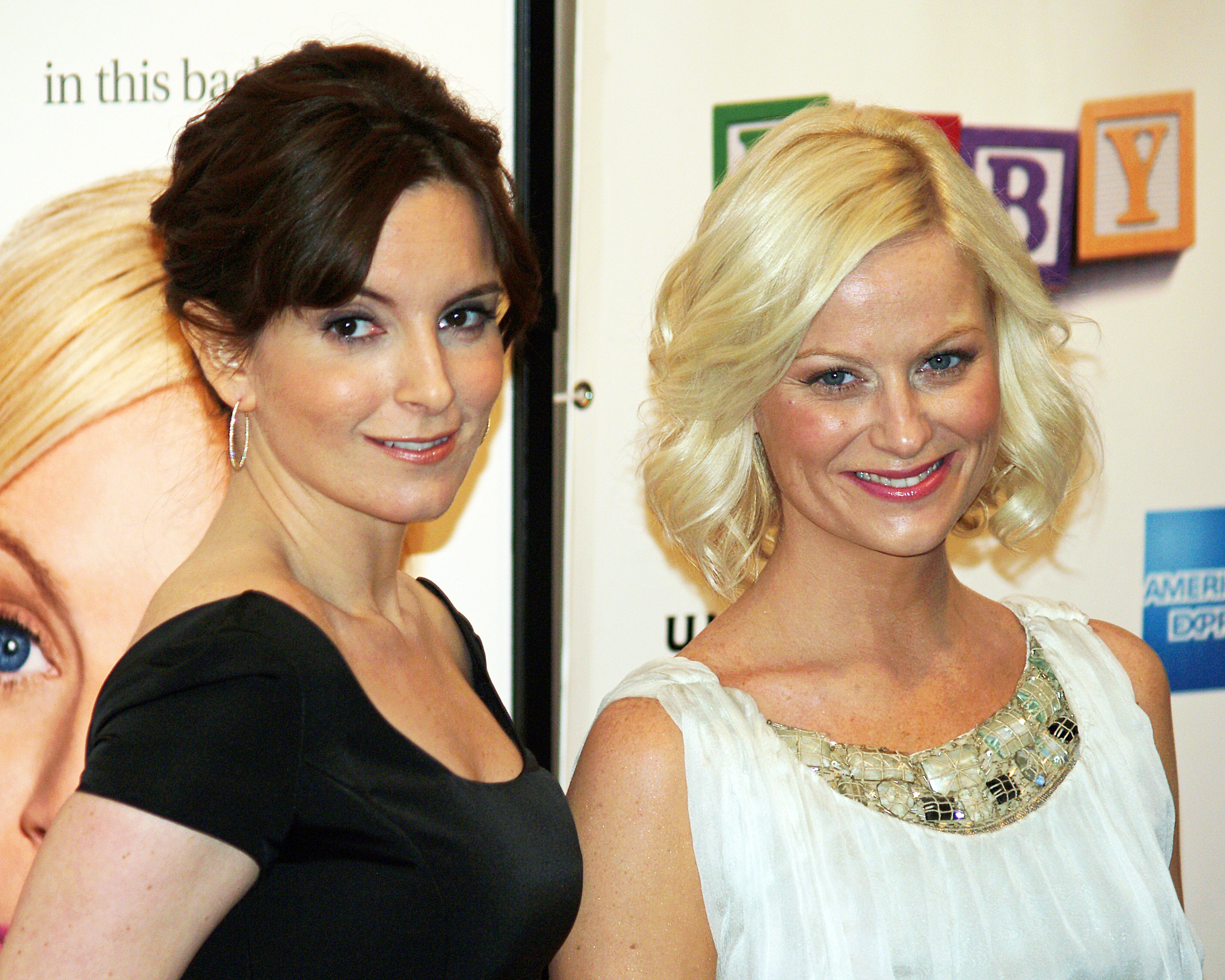
Fey e Amy Poehler na estreia norte-americana do filme Baby Mama no Festival de TriBeCa na cidade de Nova Iorque em 2008.

Em 2002, Fey apareceu na comédia surreal Martin & Orloff. Ela fez sua estreia como a argumentista e co-estrela da comédia adolescente Mean Girls (2004). Personagens e comportamentos no filme são baseados na sua vida como estudante de ensino médio na Escola Secundária de Upper Darby e no livro não-ficcional Queen Bees and Wannabes, de Rosalind Wiseman. O elenco inclui outros ex-membros do elenco do Saturday Night Live, incluindo Tim Meadows, Ana Gasteyer e Amy Poehler. Mean Girls recebeu críticas favoráveis e foi um sucesso de bilheteria, arrecadando cerca de USD 129 milhões em todo o mundo.
Em uma entrevista de 2004, Fey expressou que gostaria de escrever e dirigir filmes nos quais tivesse papéis pequenos. Em 2006, ela trabalhou em um argumento de filme para a produtora Paramount Pictures, que teria a participação do actor Sacha Baron Cohen, sob o nome Curly Oxide and Vic Thrill, baseada espontaneamente na história verídica de um músico de rock chassídico. Em 2007, ela fez parte do elenco da comédia de animação Aqua Teen Hunger Force Colon Movie Film for Theaters interpretando a mãe de Aqua Teens: um burrito gigante.
Fey e Poehler, sua ex-colega de elenco do SNL, estrelaram a comédia Baby Mama em 2008. O enredo do filme, que foi escrito e dirigido por Michael McCullers, centra-se em Kate (Fey), uma mulher de negócios que quer ter uma criança, mas ao descobrir que tem apenas uma chance em um milhão de engravidar, decide encontrar uma substituta: Angie (Poehler), uma intrigante lixo-branco. Baby Mama recebeu opiniões mistas, mas muitos críticos apreciaram o desempenho de Fey. Todd McCarthy, da revista Variety, escreveu: "Fey é uma delícia de assistir ao longo do filme. Capaz de transmitir as intenções de Kate e sentimentos através da aparência simples e inflexões, ela nunca melodramatiza a sua situação; nem mesmo quando seu lado eficiente e perfeccionista se torna arrogante." O filme arrecadou mais de USD 64 milhões em bilheteiras norte-americanas.

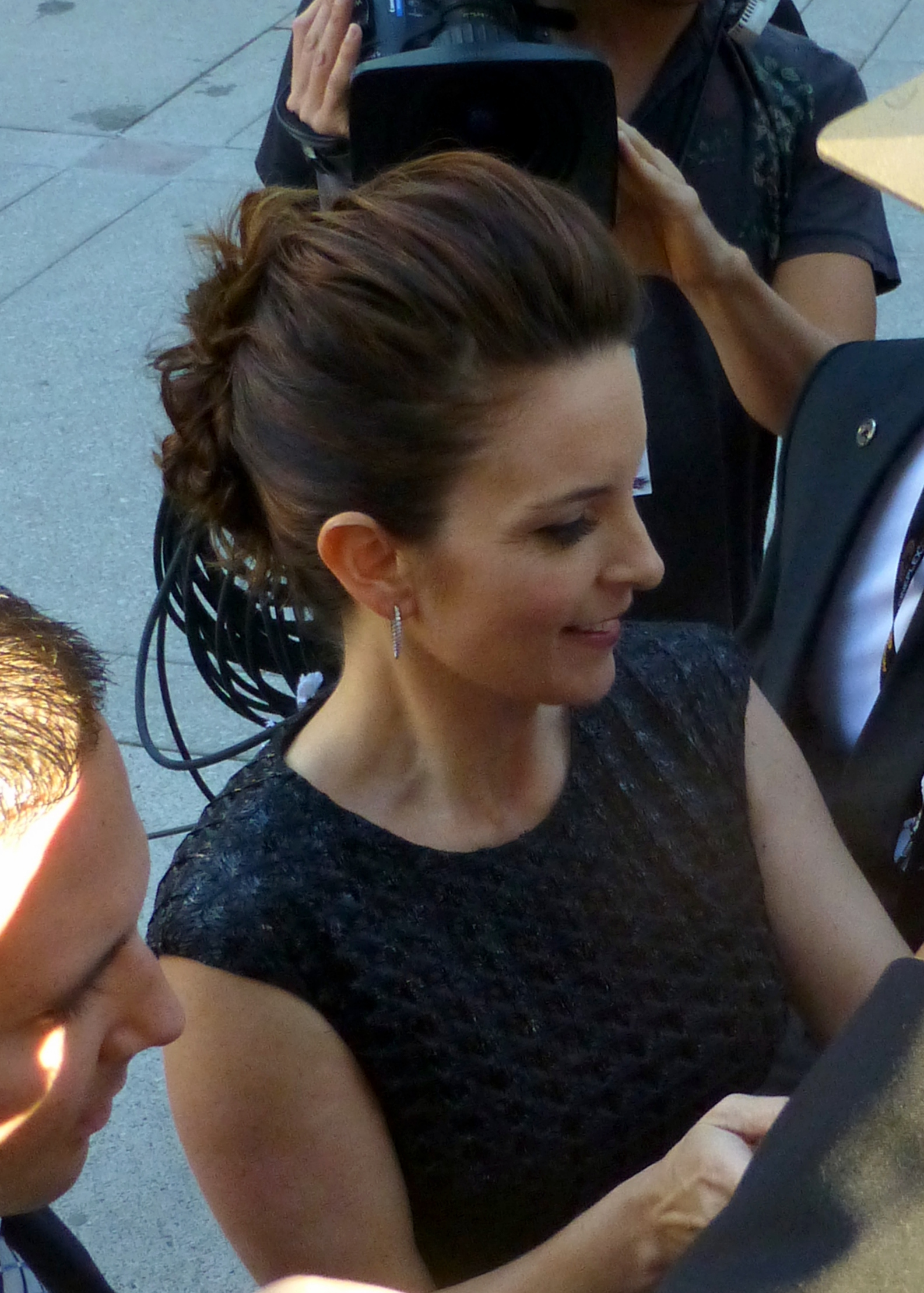
Fey durante a estreia do filme This Is Where I Leave You (2014) no Festival Internacional de Cinema de Toronto, Canadá.

Os projectos de Fey após 2008 incluíram oferecer a sua voz à personagem Lisa na versão em língua inglesa do filme de animação japonês Gake no Ue no Ponyo (intitulado Ponyo para o seu lançamento nos EUA). Em 2009, apareceu em The Invention of Lying ao lado dos actores Ricky Gervais, Jennifer Garner, Rob Lowe e Jonah Hill. Seu papel seguinte em um filme foi na comédia de Shawn Levy de 2010: Date Night, cujo enredo se concentra em um casal, interpretado por Fey e Steve Carell, que vai jantar na cidade; porém, a noite corre mal para os dois quando são confundidos por assassinos. Ainda em 2010, ela interpretou Roxanne Ritchie, uma repórter de televisão, no filme de animação da DreamWorks, Megamind. Com um total de US$ 321 milhões arrecadados a nível mundial, Megamind é o trabalho de maior sucesso comercial da actriz até ao momento. O filme arrecadou USD 173 milhões fora dos EUA e USD 148 milhões no mercado interno.
Em julho de 2010, foi anunciado que Fey iria estrelar uma comédia intitulada Mommy & Me junto com a actriz galardoada Meryl Streep, que iria interpretar a sua mãe. O filme seria dirigido por Stanley Tucci. Em janeiro de 2011, foi reportado que a actriz iria co-estrelar com Paul Rudd em uma dramédia romântica intitulada Admission (2013), baseada no romance de mesmo nome de Jean Hanff Korelitz. Dirigido por Paul Weitz, o filme foi recebido com opiniões mistas pela crítica especialista, recebendo uma avaliação de 38% no Rotten Tomatoes, baseando-se em 143 resenhas. Foi revelado em agosto de 2013 que Hubbard estava a escrever o guião do que seria um filme para Fey, a ser produzido pela Universal Pictures. Em 2014, a actriz estrelou na dramédia This Is Where I Leave You, que foi dirigido também por Levy. Embora o filme em si tenha sido recebido com opiniões divergentes entre a crítica especialista em cinema, tal como acontecera com Baby Mama, o desempenho de Fey foi bastante elogiado e apontado como um destaque do filme. Em fevereiro do mesmo ano, Fey confirmou que a sua companhia de produção, a Little Stranger, estaria a fazer uma adaptação cinematográfica do livro The Taliban Shuffle: Strange Days in Afghanistan and Pakistan, na qual ela iria estrelar no papel principal, sob produção de Lorne Michaels e argumento por Robert Carlock. O filme, intitulado Whiskey Tango Foxtrot, estreou em meados de abril de 2016 e foi dedicado ao pai de Fey, um veterano, escritor, administrador universitário e bombeiro. A recepção crítica foi mista, com uma grande parte dos resenhistas a criticarem à falta de diversidade racial no filme.
Em 2015, foi anunciado que Fey seria a narradora do filme Monkey Kingdom, a ser produzido pela Disneynature. O mesmo foi lançado em salas de cinema norte-americanas em 17 de abril de 2015. Após isto, Fey se reuniu a Poehler no filme Sisters, que é estrelado por ambas. Este longa-metragem foi recebido com opiniões bastante positivas pela crítica especialista, que vangloriou o desempenho da actriz. No ano seguinte, ela estrelou a dramédia biográfica Whiskey Tango Foxtrot, baseado no livro de memória The Taliban Shuffle: Strange Days in Afghanistan and Pakistan (2011), de autoria de Kim Barker. A produção foi recebida com opiniões mistas pela crítica, que criticou arduamente a ausência de diversidade racial no filme.

### Personificações de Sarah Palin

Fey (esquerda) a imitar Sarah Palin, ao lado de Amy Poehler (direita) a imitar Hillary Clinton durante um episódio do Saturday Night Live.

Entre Setembro a Novembro de 2008, Fey fez frequentes aparições no Saturday Night Live para interpretar uma série de paródias da candidata vice-presidencial republicana Sarah Palin. No episódio de estreia da trigésima quarta temporada, emitido na noite de 13 de Setembro de 2008, Fey imitou Palin em uma esquete, ao lado de Amy Poehler a imitar Hillary Clinton. Suas imitações incluíam a provocação de Clinton a Palin sobre seus "óculos de Tina Fey". A esquete tornou-se rapidamente no vídeo viral mais assistido de sempre da página online da NBC, com um total aproximado de 5 milhões e 700 mil visualizações na quarta-feira seguinte. Fey repetiu o seu papel nos programas que foram transmitidos nas noites de 4, 18 de Outubro — em que ocorre a aparição real de Palin — e 1 de Novembro — em que ela se juntou a John McCain e a sua esposa Cindy McCain. O episódio de 18 de Outubro teve as melhores audiências de qualquer outra exibição ao vivo do SNL desde 1994. No ano seguinte, Fey venceu um Emmy Award na categoria "Melhor Actriz Convidada em Série de Comédia" por sua personificação de Palin. A artista voltou ao SNL em Abril de 2010, e repetiu a sua imitação de Palin em uma esquete intitulada Sarah Palin Network. Ela mais uma vez fez a sua imitação de Palin quando apresentou o Saturday Night Live na noite de 8 de Maio de 2011.
Em Dezembro de 2009, a revista electrónica Entertainment Weekly incluiu este desempenho na sua lista de "Melhores de", publicada no fim da década.

### Outros trabalhos

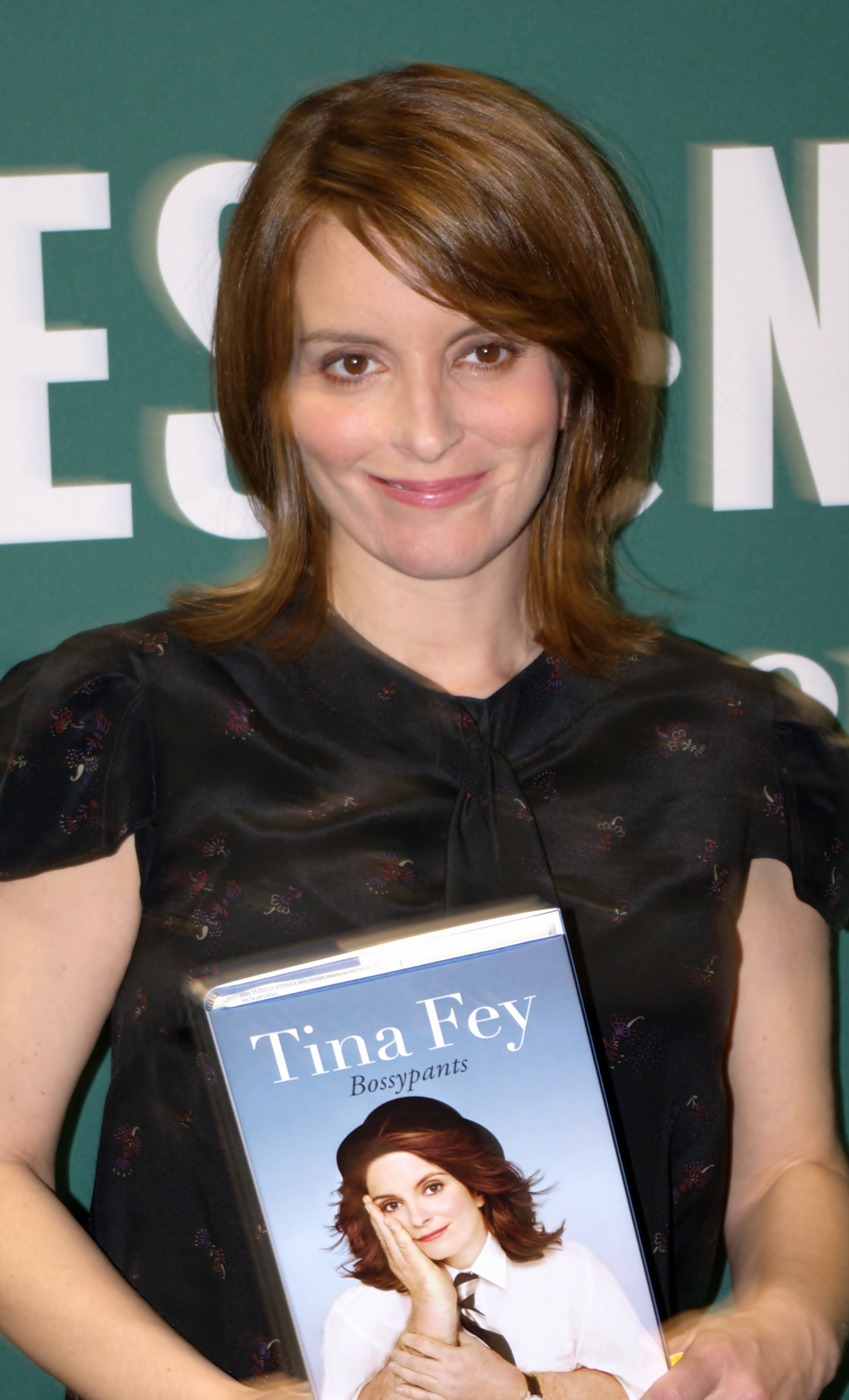
Fey no lançamento de Bossypants (2011), sua autobiografia, em Nova Iorque.

Em 2000, Fey fez uma parceria com Rachel Dratch, sua colega no Saturday Night Live, intitulada Dratch & Fey, um show de duas mulheres da Off Broadway desempenhado no Upright Citizens Brigade Theater em Nova Iorque. A produção foi bem recebida pela crítica especialista. Tim Townsend, do jornal The Wall Street Journal, na análise de Dratch & Fey, escreveu que a parte divertida de vê-las interpretar foi "ver como elas são confortáveis uma com a outra". Ele concluiu que a produção "não se trata de duas mulheres a serem engraçadas [...] Dratch e Fey são apenas engraçadas. Ponto". Uma das esquetes do SNL, Sully e Denise, teve origem no The Second City em Chicago.
A 13 de Agosto de 2007, Fey fez uma aparição na série de televisão infantil Sesame Street, no episódio "The Bookaneers". Ela apareceu como júri convidada no episódio de 25 de Novembro de 2007 do programa de televisão Iron Chef America. Fey apareceu na campanha da Disney "Ano de um Milhão de Sonhos" como a fada Sininho, junto com Mikhail Baryshnikov como Peter Pan e a modelo brasileira Gisele Bündchen como Wendy Darling. Ela também fez comerciais para o cartão de crédito da empresa American Express.
A 23 de Fevereiro de 2008, Fey apresentou o primeiro episódio do SNL após a greve de 2007-08 do Writers Guild of America. Devido a essa aparição, ela foi nomeada para um Emmy Award na categoria "Melhor Desempenho Individual em um Programa de Variedade ou Musical". Fey apresentou o programa pela segunda vez a 10 de Abril de 2010, e por esta participação, recebeu uma nomeação ao Emmy de "Melhor Actriz Convidada em  uma Série de Comédia".
A 5 de Abril de 2011, o seu primeiro livro, uma comédia autobiográfica intitulada Bossypants, foi lançada para as lojas. A obra recebeu uma crítica positiva do New York Times e ainda uma nomeação ao Grammy Award na categoria "Melhor Álbum de Palavra Falada". Ainda em 2011, ela narrou The Secret Life of Girls, um documentário de rádio de duas horas de duração produzido pela The Kitchen Sisters. Fey introduziu histórias de mulheres e raparigas de todo o mundo, e também partilhou algumas memórias da sua juventude e vida adulta.
Em 2012, Tina fez a sua estreia como cantora na faixa "Real Estate", da mixtape Royalty do cantor Childlish Gambino. Na canção, ela canta os seus versos de rap na última parte. Gambino, que é o nome de palco de Donald Glover, já escreveu episódios para 30 Rock. Na noite de 13 de Janeiro de 2013, juntamente com Amy Poehler, Fey apresentou a cerimónia dos prémios Globos de Ouro. O desempenho da dupla foi bastante apreciado pela crítica, tanto que elas foram convidadas a apresentar novamente nas cerimónias de 2014 e 2015.

## Na média e cultura popular

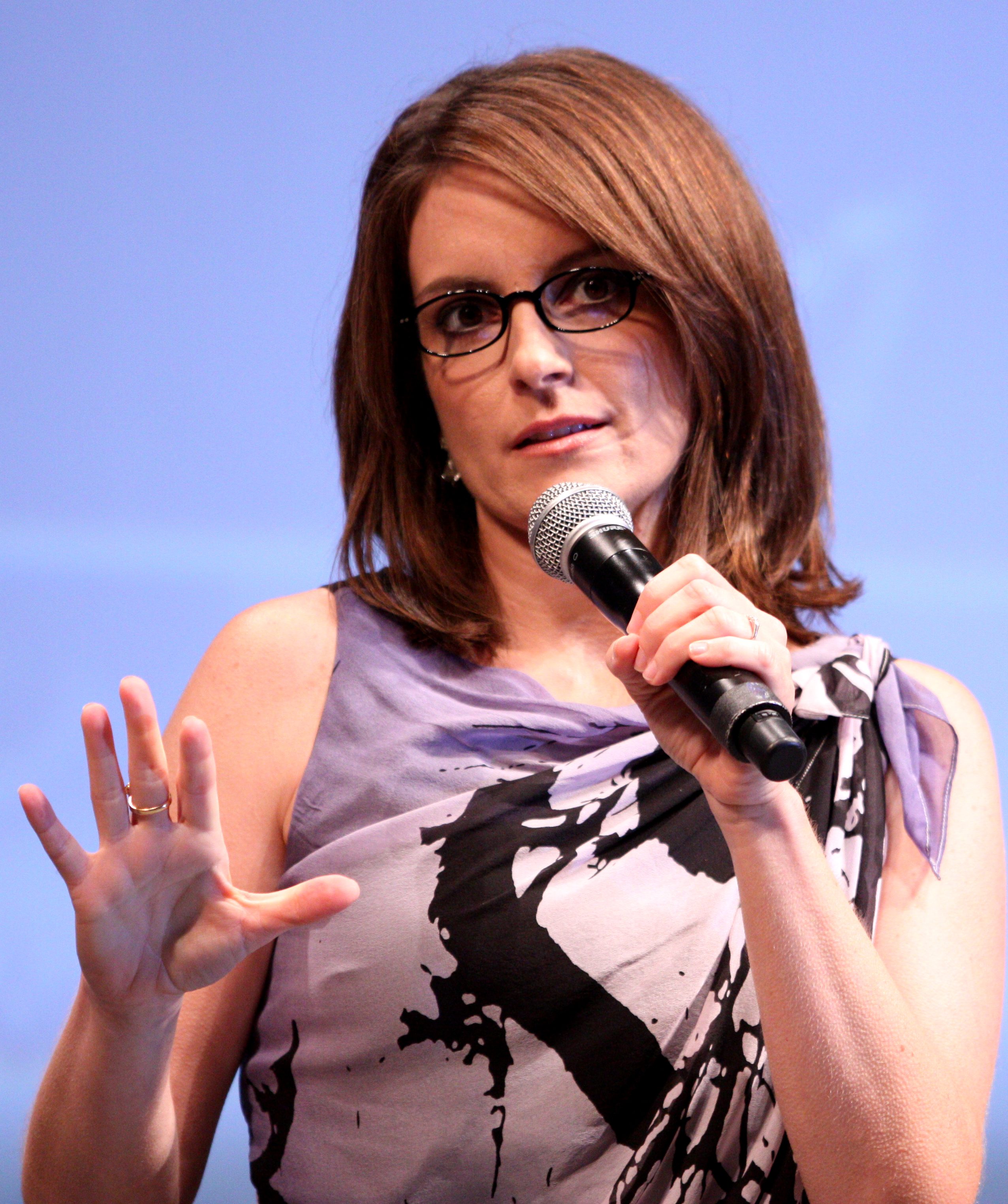
Fey na San Diego Comic-Con International em Julho de 2010 durante uma conferência de imprensa do filme Megamind.

Fey apareceu na lista Hot 100 da revista Maxim no número oitenta em 2002. Ela foi nomeada como uma das cinquenta pessoas mais bonitas pela revista People em 2003, e uma das cem pessoas mais bonitas da mesma revista em 2007, 2008 e 2009. Em 2007, a artista foi incluída na edição dos 100 mais bonitos da revista People, e ainda ocupou a sétima colocação na lista Hot 100 do portal online LGBT AfterEllen.com. Ela repetiu a sua aparição no ano seguinte, tendo sido votada como a número um da lista.
Em 2001, a Entertainment Weekly chamou Fey de uma dos seus "Animadores do Ano" por seu trabalho no Weekend Update. Ela novamente foi nomeada para um dos "Animadores do Ano" da revista em 2007, e se posicionou no número dois em 2008. Em 2009, foi nomeada como a quinta pessoa da Entertainment Weekly na sua lista de "15 Animadores do Ano" de 2000. Os editores de jornais e produtores de transmissão da Associated Press votaram Fey para ser a "AP Animadora do Ano", como a artista que teve o maior impacto na cultura e entretenimento em 2008, citando a bem sucedida imitação de Sarah Palin no SNL. Ela apareceu na lista anual das "100 Celebridades Mais Poderosas" da revista Forbes nos anos de 2008, 2009 e 2010 nos número 99, 86, e 90, respectivamente.
Em 2007, o New York Post incluiu a actriz na lista das "50 Mulheres Mais Poderosas de Nova Iorque" no número 33. Tina foi uma das "100 Pessoas Mais Influentes do Mundo" de acordo com a revista Time nos anos de 2007 e 2009. O artigo seleccionado de Fey para a lista de 2009 foi escrito pela co-estrela de 30 Rock, Alec Baldwin. Ela foi escolhida por Barbara Walters como uma das "10 Pessoas Mais Fascinantes da América" em 2008.
Em 2011, a actriz posicionou-se no topo da lista das "Actrizes Mais Bem Pagas da TV" da revista Forbes. A artista foi mencionada no décimo episódio da sitcom Happy Endings, "Bo Fight", quando a personagem Penny Hartz (Casey Wilson) diz que "gostaria de ser uma chefe fixe, eu gostaria de ser como a Tina Fey". Três anos depois, Fey foi reconhecida pela revista Elle durante a The Women in Hollywood Awards, cerimónia na qual mulheres foram honradas por terem alcançado feitos notáveis no cinema, abrangendo todos os aspectos da indústria cinematográfica, incluindo interpretação, direcção e produção.

## Vida pessoal

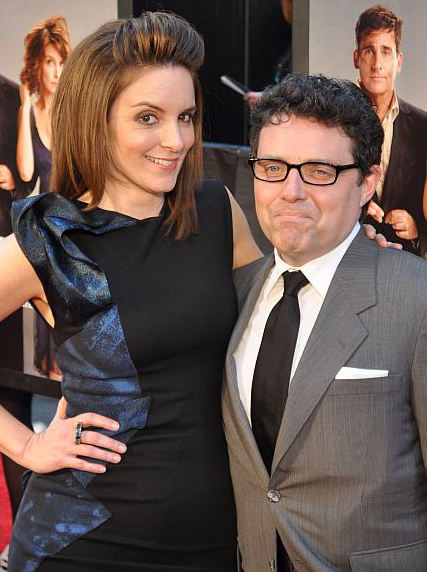
Fey ao lado de seu marido Jeff Richmond em abril de 2010 na estreia americana do filme Date Night.

Fey é casada com Jeff Richmond, compositor de vários temas musicais para 30 Rock''. Eles se conheceram no The Second City em Chicago e namoraram por sete anos antes de se casarem em uma cerimônia Ortodoxa Grega em 3 de junho de 2001. Desde o casamento, o casal teve duas filhas: Alice Zenobia Richmond (nascida em 10 de setembro de 2005) e Penelope Athena Richmond (nascida em 10 de agosto de 2011). Em abril de 2009, Fey e Richmond compraram um apartamento de USD 3 milhões e 400 mil no Upper West Side em Nova Iorque.
A atriz tem uma cicatriz de poucos centímetros no lado esquerdo do seu queixo e na bochecha. Em uma entrevista com o casal na edição de janeiro de 2009 da revista Vanity Fair, Richmond revelou que a cicatriz resultou de um incidente de corte que aconteceu quando ela tinha apenas cinco anos.

### Filantropia
O trabalho filantrópico de Fey inclui o seu apoio ao Autism Speaks, uma organização que patrocina a pesquisa do autismo. Em abril de 2008, ela participou no Night of Too Many Stars, um concerto beneficente de comédia para a educação de crianças com autismo.
A actriz também é uma defensora da Mercy Corps, um serviço de assistência a nível global e organização em desenvolvimento, em sua campanha para acabar com a fome no mundo. Fey narrou um vídeo para o Centro de Acção do Mercy Corps em Nova Iorque, descrevendo a fome como um sintoma de muitos maiores problemas no mundo. Ela também apoia a Love Our Children, organização norte-americana que combate a violência contra as crianças, que a nomeou uma das Mães que fizeram a diferença em 2009. Ela foi a porta-voz nacional em 2009 para a Light the Night Walk, organização que beneficia a Sociedade de Leucemia & Linfoma.
Em junho de 2010, foi anunciado que ela iria receber uma estrela no Passeio da Fama de Hollywood em 2011, mas até ao momento, o acontecimento ainda não se realizou.

## Filmografia
Fey tem variados créditos na televisão e no cinema, quer como argumentista ou actriz. Seu primeiro trabalho como actriz foi no Saturday Night Live em 1998, interpretando vários papéis diferentes durante a sua estadia como membro do elenco principal. De seguida, ela participou no seu primeiro filme, Martin & Orloff (2003), uma comédia escrita e estrelada Matt Walsh e Ian Roberts. Mean Girls (2004), o seu segundo filme, cujo argumento foi escrito por si mesma, foi um sucesso de crítica e bilheteira. Em 2008, a actriz apareceu no seu primeiro filme onde assumia o papel principal, Baby Mama. No filme também há participações de vários membros colegas de Fey no SNL, incluindo Amy Poehler e Seth Meyers. Em 2010, ela interpretou Claire Foster ao lado do actor Steve Carrell no filme Date Night, um outro sucesso de crítica. Ela foi a argumentista-chefe do SNL entre os anos de 1999 e 2006, até a sua saída para ir trabalhar em 30 Rock, no qual interpretava a personagem Liz Lemon.
| Ano(s)    | Título                                        | Média      | Observações | Ref.            |
| --------- | --------------------------------------------- | ---------- | --- | --------------- |
| 1997–2006 | Saturday Night Live                           | Televisão  | - Argumentista-chefe (1999–2006). | [ 183 ] [ 184 ] |
| 2004      | Mean Girls                                    | Cinema     | - Argumento adaptado de Queen Bees and Wannabes. | [ 185 ] [ 186 ] |
| 2006—13   | 30 Rock                                       | Televisão  | - Episódios: - "Pilot", "The Aftermath", "Tracy Does Conan", "The Head and the Hair", "Black Tie", "Up All Night", "The C Word", "Hiatus" - "SeinfeldVision", "Somebody to Love", "MILF Island", "Cooter" - "Do-Over", "Christmas Special", "St. Valentine's Day", "The Bubble", "The Natural Order" - "Season 4", "Secret Santa", "Lee Marvin vs. Derek Jeter", "I Do Do" - "The Fabian Strategy", "Live Show", "100" - "Dance Like Nobody's Watching", "Kidnapped by Danger", "Live from Studio 6H" - "Stride of Pride", "Last Lunch" | [ 187 ] [ 188 ] |
| 2011      | "Personal History: Lessons from Late Night"   | Artigo     | - Publicado na edição de 14 de Março do The New Yorker (pg. 22-26). | [ 189 ]         |
| 2011      | Bossypants                                    | Literatura | | [ 190 ] [ 191 ] |
| 2011      | Saturday Night Live                           | Televisão  | - Esquete adicional na noite de 17 de Dezembro. | [ 192 ]         |
| 2015      | Unbreakable Kimmy Schmidt                     | Televisão  | - Episódios: "Kimmy Goes Outside!", "Kimmy Goes to the Doctor!" | [ 75 ]          |
| 2015      | Saturday Night Live: 40th Anniversary Special | Televisão  | | [ 192 ]         |
| 2015      | Saturday Night Live                           | Televisão  | - Episódio 3 | [ 192 ]         |

| Ano(s)                                  | Título                                               | Média     | Papel                                  | Observações | Ref.            |
| --------------------------------------- | ---------------------------------------------------- | --------- | -------------------------------------- | --- | --------------- |
| 1998–2006, 2008, 2010, 2011, 2013, 2015 | Saturday Night Live                                  | Televisão | Vários                                 | - Membro do elenco entre 1998 a 2006; - Apresentadora do Weekend Update (2000–06); - Apresentadora em 2008, 2010 e 2011; - Cinco aparições a imitar Sarah Palin.           | [ 183 ] [ 184 ] |
| 2002                                    | Martin & Orloff                                      | Cinema    | Mulher Sulista                         | | [ 198 ]         |
| 2004                                    | Mean Girls                                           | Cinema    | Sra. Norbury                           | - Estrela vários colegas do Saturday Night Live. | [ 199 ]         |
| 2005                                    | Upright Citizens Brigade                             | Televisão | Kerri Downey                           | - Episódio "ASSSSCAT Improv". | [ 200 ]         |
| 2006                                    | Artie Lange's Beer League                            | Cinema    | Secretária do Ginásio                  | | [ 201 ]         |
| 2006                                    | Man of the Year                                      | Cinema    | Ela própria                            | - O Weekend Update, com Fey e Amy Poehler como apresentadoras, foi incluído no filme.                                                                                      | [ 202 ]         |
| 2006—13                                 | 30 Rock                                              | Televisão | Liz Lemon                              | - Papel principal. | [ 203 ]         |
| 2007                                    | Aqua Teen Hunger Force Colon Movie Film for Theaters | Cinema    | Burrito Gigante                        | - Voz. | [ 204 ]         |
| 2008                                    | Baby Mama                                            | Cinema    | Kate Holbrook                          | - Reequipa-se com Amy Poehler, colega do SNL; - Papel principal. | [ 97 ]          |
| 2009                                    | Ponyo                                                | Cinema    | Lisa                                   | - Voz na versão em língua inglesa. | [ 101 ]         |
| 2009                                    | The Invention of Lying                               | Cinema    | Shelley                                | | [ 205 ]         |
| 2009                                    | Sponge Bob's Truth or Square                         | Televisão | Ela própria                            | [ 206 ] [ 207 ] |                 |
| 2010                                    | Date Night                                           | Cinema    | Claire Foster                          | [ 208 ] |                 |
| 2010                                    | Megamind                                             | Cinema    | Roxanne Ritchi                         | - Voz | [ 209 ]         |
| 2011                                    | Phineas and Ferb                                     | Televisão | Annabelle                              | - Voz | [ 210 ]         |
| 2012                                    | iCarly                                               | Televisão | Ela própria                            | - Episódio: "iShock America" | [ 211 ]         |
| 2013                                    | Conan                                                | Televisão | Conan                                  | - Episódio: "Occupy 'Conan': When Outsourcing Goes Too Far" | [ 212 ]         |
| 2013                                    | Prémios Globo de Ouro de 2013                        | Televisão | Co-apresentadora                       | | [ 141 ]         |
| 2013                                    | Os Simpsons                                          | Televisão | Mrs. Cantwell                          | - Voz; - Episódio: "Black Eyed, Please" | [ 213 ]         |
| 2013                                    | Admission                                            | Cinema    | Portia Nathan                          | - Baseado num romance de Jean Hanff Korelitz. | [ 108 ]         |
| 2013                                    | The Awesomes                                         | Internet  | Advogada                               | - Breve participação | [ 214 ]         |
| 2013                                    | Anchorman 2: The Legend Continues                    | Cinema    | Apresentadora do Entertainment Tonight | - Breve participação | [ 215 ]         |
| 2014                                    | Prémios Globo de Ouro de 2014                        | Televisão | Co-apresentadora                       | | [ 142 ]         |
| 2014                                    | Muppets Most Wanted                                  | Cinema    | Nadya                                  | [ 216 ] |                 |
| 2014                                    | This Is Where I Leave You                            | Cinema    | Wendy Foxman                           | [ 217 ] |                 |
| 2015                                    | Prémios Globo de Ouro de 2015                        | Televisão | Co-apresentadora                       | [ 142 ] |                 |
| 2015                                    | Unbreakable Kimmy Schmidt                            | Televisão | Marcia Clark; Andrea Bayden            | - Episódios: "Kimmy Makes Waffles!", "Kimmy Rides a Bike!", "Kimmy Goes to Court!", "Kimmy Meets a Drunk Lady!", "Kimmy Goes to Her Happy Place!", "Kimmy Sees a Sunset!". | [ 75 ]          |
| 2015                                    | Inside Amy Schumer                                   | Televisão | Ela própria                            | - Episódio: "Last Fuckable Day" | [ 218 ]         |
| 2015                                    | Monkey Kingdom                                       | Cinema    | Narradora                              | - Voz | [ 115 ]         |
| 2015                                    | Sisters                                              | Cinema    | Katie Ellis                            | - Produtora | [ 116 ]         |
| 2016                                    | Whiskey Tango Foxtrot                                | Cinema    | Kim Barker                             | | [ 113 ]         |
| 2016                                    | Maya & Marty                                         | Televisão | Vários                                 | - Episódio: "Steve Martin, Drake, Sean Hayes, Nathan Lane & Tina Fey" | [ 219 ]         |
| 2016                                    | Difficult People                                     | Televisão | Ela própria                            | - Episódio: "Unplugged" | [ 220 ]         |
| 2017-18                                 | Great News                                           | Televisão | Diana St. Tropez                       | - 5 episódios - Produtora executiva - Argumentista | [ 221 ]         |
| 2019                                    | Wine Country                                         | Cinema    | Tammy                                  | | [ 222 ]         |
| 2020                                    | Soul                                                 | Cinema    | 22                                     | - Voz |                 |

## Prémios e nomeações

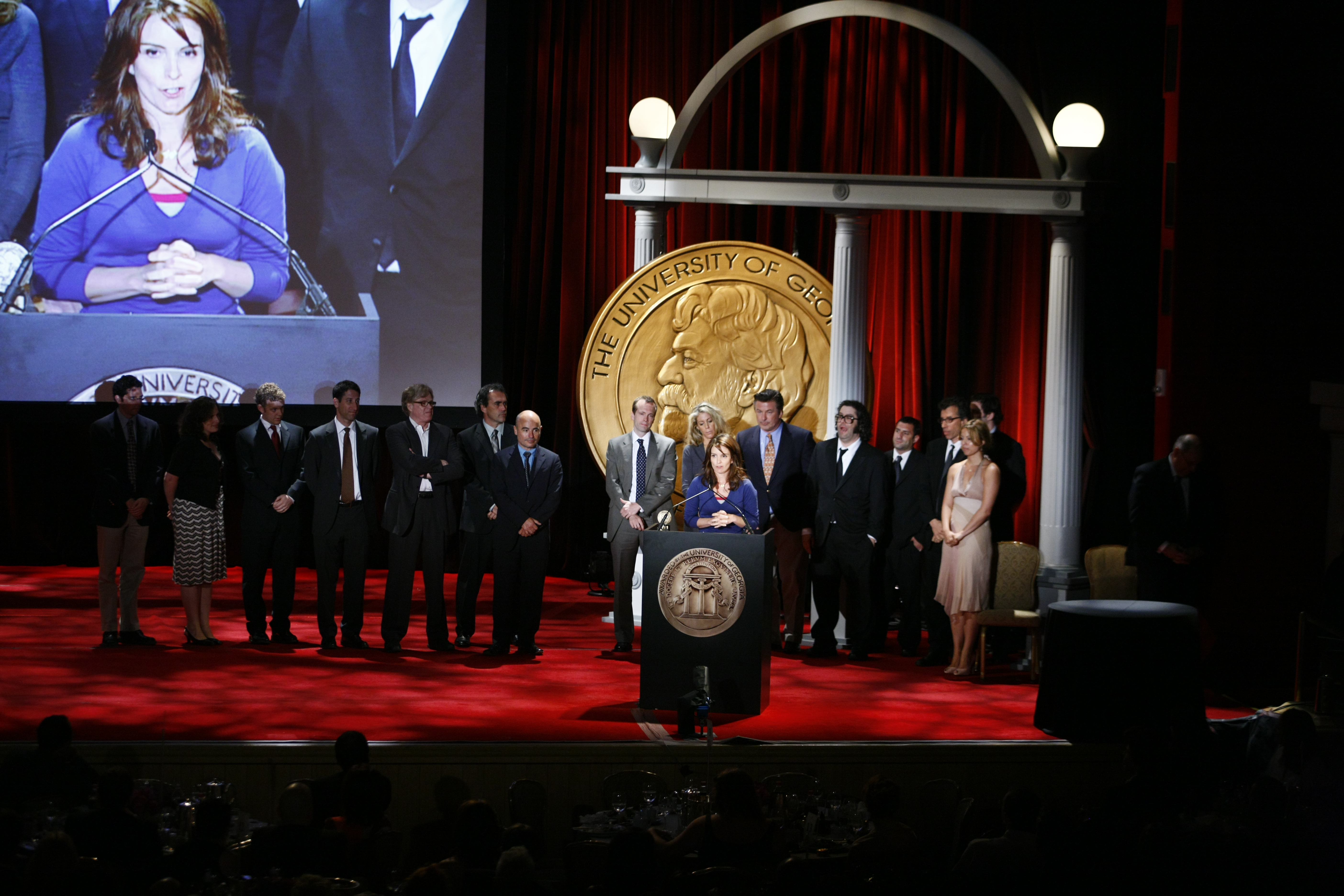
O elenco de 30 Rock a receber o prémio oferecido à série na 67ª cerimónia dos George Foster Peabody Awards. Fey foi quem fez o discurso de aceitação.

Fey já venceu e foi nomeada para uma variedade de prémios diferentes. Por entre estes, se destacam as nomeações para "Melhor Actriz em Série de Comedia" nos Globos de Ouro, nos Screen Actors Guild Awards e nos Emmy Awards. Ela venceu o SAG Award para "Melhor Actriz em Série de Comédia" por três anos consecutivos (2008, 2009 e 2010). Também foi nomeada sete vezes ao prémio Emmy na categoria "Emmy Award para Melhor Actriz em Série de Comédia", vencendo somente em 2008.
Fey foi também nomeada para os prémios por dez vezes por seu desempenho como argumentista, vencendo o Emmy em 2008 e 2013 pelos episódios "Cooter" e "Last Lunch", respectivamente, ambos da série de televisão 30 Rock, e os The Comedy Awards em 2011. Em 2005, Tina recebeu uma nomeação aos Teen Choice Awards por seu trabalho como comediante. A actriz também venceu o prémio de "Melhor Série de Comédia" pelo seu trabalho como produtora executiva e guionista por várias vezes pela série 30 Rock e pelo programa Saturday Night Live (SNL), incluindo nos Writers Guild of America Awards, nos prémios Emmy, nos Globos de Ouro, entre outros.
Até Outubro de 2013, Tina Fey já havia sido nomeada para mais de 54 prémios diferentes, vencendo mais de 22 destas. Em 2012, ela recebeu uma nomeação ao Grammy Award para "Melhor Álbum de Palavra Falada", perdendo para o livro If You Ask Me (And of Course You Won't) da actriz americana Betty White.
| Gráficos de sucessão                                          | Gráficos de sucessão                                                                | Gráficos de sucessão                                              |
| ------------------------------------------------------------- | ----------------------------------------------------------------------------------- | ----------------------------------------------------------------- |
| Precedido por Ricky Gervais e Stephen Merchant por The Office | Writers Guild of America Award para "Melhor Série de Comédia" 2007 — 2009           | Sucedido por Steven Levitan e Christopher Lloyd por Modern Family |
| Precedido por Anne Hathaway por Bride Wars                    | Teen Choice Award para "Melhor Actriz de Comédia em Cinema" 2010                    | Sucedido por Cameron Diaz por Bad Teacher                         |
| Precedido por America Ferrera por Ugly Betty                  | Screen Actors Guild Award para "Melhor Actriz em Série de Comédia" 2007 — 2009      | Sucedido por Betty White por Hot in Cleveland                     |
| Precedido por Bill Cosby                                      | Prémio Mark Twain para "Humor Americano" 2010                                       | Sucedido por Will Ferrell                                         |
| Precedido por America Ferrera por Ugly Betty                  | Golden Globe Award para "Melhor Actriz em Série de Comédia ou Musical" 2007 — 2008  | Sucedido por Toni Collette por United States of Tara              |
| Precedido por The Daily Show with Jon Stewart                 | Emmy Award para "Melhor Argumento em Programa de Variedade, Música ou Comédia" 2002 | Sucedido por The Daily Show with Jon Stewart                      |
| Precedido por America Ferrera por Ugly Betty                  | Emmy Award para "Melhor Actriz em Série de Comédia" 2008                            | Sucedido por Toni Collette por United States of Tara              |
| Precedido por Kathryn Joosten por Desperate Housewives        | Emmy Award para "Melhor Actriz Convidada em Série de Comédia" 2009                  | Sucedido por Betty White por Saturday Night Live                  |